# Orbán Viola
Orbán Viola (Szeged, 1901. november 7. – Budapest, 1971. február 8.) magyar színésznő.

## Élete
Orbán Árpád és Várady Ibolya leányaként született. Rákosi Szidi színésziskoláját végezte el. 1921-ben kezdte pályáját vidéki színházakban. 1923–24-ben és 1927–1932 között Pécsett, 1925–26-ban a Tháliában, 1932–33-ban Kecskeméten játszott. 1933-tól 1938-ig a Magyar Komédia Kamaraszínház tagja volt. 1938-tól játszott Budapesten, először a Független Színpadon, 1939–40-ben a Városi Színházban, 1940-ben a Madách Színházban, 1941-ben a Vígszínházban, 1942–43-ban a Fővárosi Operettszínházban szerepelt. 1946-ban a Művész Színházban, 1947-ben a Vígszínházban, 1948-ban a Pesti Színházban, 1949-ben a Madách Színházban lépett fel. 1949-től 1961-ig a Nemzeti Színház tagja volt. Operettkomika és karakterszínésznő volt, emlékezetesek a Nemzeti Színházban megformált öregasszony és komikai karakter szerepei.
Férje Bánky Róbert színművész, színigazgató, akivel 1926. szeptember 9-én Budapesten, a Józsefvárosban kötött házasságot. Gyermekeik Bánky Róbert (1930–1991) színművész, bábszínész, színházi rendező és Bánky Tamás (1931–2014) általános iskolai vezető pedagógus.

## Fontosabb színházi szerepei
- William Shakespeare: Macbeth... 2. boszorkány
- Federico García Lorca: Bernarda Alba háza... Prudencia
- Luigi Pirandello: Az ember, az állat és az erény... Grazia
- Bertolt Brecht: Jó embert keresünk.. A feleség
- George Bernard Shaw: Pygmalion... Pearcené
- George Bernard Shaw: Megtört szívek háza... Guinesse, a dada
- Arisztophanész: A nők összeesküvése... Harmadik banya
- Makszim Gorkij: Az anya... Natalja
- Makszim Gorkij: Ellenségek... Agraféna, gazdaasszony
- Nyikolaj Vasziljevics Gogol: A revizor... Egy altiszt felesége
- Mihail Davidoglu: Bányászok... Öregasszony
- William Saroyan: Így múlik el az életünk... Nick anyja
- Madách Imre: Az ember tragédiája... Cigányasszony
- Móricz Zsigmond: Úri muri.. Vénasszony
- Móricz Zsigmond - Fazekas Mihály: Lúdas Matyi... Sára
- Illyés Gyula: Az ozorai példa... Dékányné
- Karinthy Ferenc: Ezer év... Sárika
- Gádor Béla: Lyuk az életrajzon... Szobalány
- Urbán Ernő: Uborkafa... Czakóné
- Szabó Pál: Nyári zápor... 2. apáca
- Soós Magda: A besúgó... Becsőné
- Halász Rudolf - Halász Péter: Házasság hármasban... Mrs. Green
- Kacsóh Pongrác: János vitéz... Gonosz mostoha
- Lehár Ferenc: Víg özvegy... Praskovia
- Fu-Ko: Harcban nőtt fel... Öregasszony
- Vojtech Cach: Viadukt... Machuráné
- Ismeretlen szerző a XVI. század elejéről: Három körösztyén leán... Fabius felesége

## Filmjei
- Megvédtem egy asszonyt (1938)
- Mátyás rendet csinál (1939)
- Jöjjön elsején! (1940)
- Beáta és az ördög (1941)
- Lelki klinika (1941)
- Egy éjszaka Erdélyben (1941)
- Éjfélre kiderül (1942)
- Negyedíziglen (1942)
- Enyém vagy (1942)
- Házassággal kezdődik (1943)
- Egér a palotában (1943)
- Ének a búzamezőkről (1947)
- Talpalatnyi föld (1948)
- Szabóné (1949)
- Ludas Matyi (1950)
- Felszabadult föld (1951)
- Állami Áruház (1952)
- A harag napja (1953)
- Fel a fejjel (1954)
- Én és a nagyapám (1954)
- Szakadék (1956)
- Micsoda éjszaka! (1958)
- Csempészek (1958)
- Ház a sziklák alatt (1959)
- A harminckilences dandár (1959)
- Álmatlan évek (1959)
- Szegény gazdagok (1959)
- Kálvária (1960)
- Három csillag (1960)
- Fapados szerelem (1960)
- Megöltek egy lányt (1961)
- Az ígéret földje (1961)
- Felmegyek a miniszterhez (1962)
- Fagyosszentek (1962)
- Isten őszi csillaga (1963)
- Mélyrétegben (1967)
- …Hogy szaladnak a fák! (1967)